# Clergé masculin au Canada sous le Régime français
Le Clergé masculin au Canada sous le régime français désigne tous les membres du clergé mettant le pied et pratiquant diverses activités à titre religieux sur le territoire de la colonie française au Canada, de 1615 à 1760. Le clergé masculin au Canada sous le régime français est composé de plusieurs ordres religieux se partageant les tâches de la colonie, parfois en relation de coopération, parfois en rivalité.
À partir de l’arrivée des premiers clercs masculins en 1615, le clergé masculin au Canada remplit surtout une fonction missionnaire, cherchant à répandre la religion catholique auprès des autochtones d’Amérique du Nord. À partir de 1658, avec la création du vicariat apostolique de Nouvelle-France, le clergé masculin du Canada possède une hiérarchie claire et exerce de plus en plus les fonctions religieuses traditionnelles auprès des colons ainsi que d’autres tâches connexes relevant des secteurs économique, politique et social.
Le clergé masculin au Canada bascule sous l’autorité de la couronne britannique avec la conquête définitive de la colonie française par la Grande-Bretagne en 1760.

## Avant 1658: Église missionnaire

### Arrivée des Récollets
Les premiers clercs masculins catholiques à mettre les pieds en Amérique du Nord sont des Frères mineurs récollets accompagnant Jacques Cartier dans ses explorations. Ils n’y restent pas: ce n’est qu’en 1615 que les premiers clercs arrivent réellement au Canada, accompagnant Samuel de Champlain: ce sont quatre Récollets de la province de Saint-Denis, à Paris, qui forment le premier noyau du clergé masculin en Nouvelle-France: Denis Jamet, Jean Dolbeau, Joseph Le Caron, Pacifique Duplessis. Les Récollets, un ordre mineur franciscain, font un vœu de pauvreté: c’est pourquoi Samuel de Champlain les choisit pour l’accompagner vers l'Habitation de Québec et le reste de la colonie en 1615, puisqu’à l’époque la compagnie des marchands de Champlain doit payer pour leur subsistance. À son commencement, le clergé masculin du Canada est essentiellement missionnaire. Les premiers Récollets remplissent certaines tâches médicales et évangéliques auprès des colons et célèbrent quelques messes, mais l’essentiel de leurs tâches concerne l’évangélisation et l’éducation des autochtones. De leur arrivée en 1615 jusqu’en 1629, les Récollets sont dévoués à la tâche missionnaire.

### Arrivée des Jésuites
En 1625, un nouvel ordre religieux entre en scène pour contribuer à la mission. Les Jésuites sont appelés à l’aide et arrivent au Canada pour partager les tâches missionnaire et apostolique avec les Récollets. Deux ordres religieux dits «rivaux» cohabitent dans une même colonie naissante et collaborent au profit de l’évangélisation autochtone. Les premiers Jésuites (Charles Lalement, Énemond Massé, Jean de Brébeuf, François Charton, Gilbert Buret) se distinguent des Récollets dans leurs méthodes missionnaires. Bien qu’ayant le même objectif d’évangélisation, les Jésuites souhaitent isoler les autochtones de leurs cultures respectives et les protéger du contact européen, alors que les Récollets favorisent la coexistence complète des deux peuples. Les Jésuites forment des réductions (des réserves au modèle latino-américain), pour limiter les contacts sociaux entre colons européens et autochtones. Pour les nations sans réductions, les Jésuites se déplacent eux-mêmes vers les habitations autochtones. Les interactions sociales entre les missionnaires et les autochtones sont particulières. Pour la plupart, les missionnaires font appel aux coureurs des bois de la colonie française et autres colons intégrés parmi les autochtones pour traduire les échanges qu’ils ont avec les autochtones. Or, ces coureurs des bois, qui adoptent et s’intègrent facilement dans la culture autochtone, sont mal vus par les missionnaires, autant Jésuites que Récollets, qui veulent enseigner les bonnes valeurs chrétiennes. Les missionnaires doivent éventuellement apprendre les langues autochtones eux-mêmes puisqu'ils refusent graduellement l'aide des coureurs des bois. Les différences entre les méthodes des deux ordres religieux sont remarquées par les autochtones, qui prennent progressivement du recul vis-à-vis des missionnaires au profit des échanges socio-économiques avec les coureurs des bois.

### Départ des Récollets: monopole jésuite
En 1629, la ville de Québec est prise d’assaut puis conquise par les frères Kirke. Tous les Français quittent la colonie, occupée par les Anglais, y compris les missionnaires Récollets et Jésuites. Plus aucun religieux n’est présent dans la vallée du Saint-Laurent de 1629 à 1632. Lorsque la colonie est remise entre les mains de la France, seuls les Jésuites reviennent. Bien que les Récollets soient furieux qu’ils ne soient pas autorisés à revenir pour laisser le monopole missionnaire aux Jésuites, ils continuent à collaborer pour le bien de la mission, allant jusqu’à permettre aux Jésuites la pleine utilisation de leurs installations et outils déjà présents au Canada. Les Jésuites continuent leurs opérations avec une méthode similaire d’avant la prise de Québec, en faisant quelques modifications. Comprenant les interactions sociales entre les différentes nations autochtones en Amérique du Nord, ils découvrent que les Hurons-Wendats ont une plus grande influence socioculturelle que les autres nations du nord-est. Les Jésuites optent  pour la création d’une station d’échanges socioculturels entre Hurons et européens, appelée Sainte-Marie-au-pays-des-Hurons, bâtie au large du lac Huron. Fondée en 1639, la station est un poste résidentiel pour les missionnaires Jésuites. Ils quittent régulièrement la station en excursion chez les Hurons. Au milieu des années 1640, la station est devenue un centre foisonnant d’activité où vivent près de 70 européens et quelques centaines d’Hurons de passage. C’est le site où seront tués les huit célèbres martyrs canadiens (sept jésuites dont un frère ainsi qu’un donné), tout au long de la décennie, au milieu des guerres entre Hurons et Iroquois. Ils sont tous français d’origine.
Le clergé masculin connaît un grand changement en 1658, lorsque le vicariat apostolique de la Nouvelle-France est créé par le pape Alexandre VII. Auparavant, la colonie est sous la supervision de l’évêque de Rouen. François de Montmorency-Laval est nommé vicaire apostolique de la Nouvelle-France. C’est donc à partir de 1658 que le clergé masculin au Canada devient hiérarchisé à un degré supplémentaire de la relation père-frère-laïc: tous les clercs de la colonie ont dorénavant un chef, le vicaire (nommé évêque plus tard).

## Après 1658: Église coloniale

### Évêque de Québec
L’évêque de Québec est le chef du diocèse de Québec, qui englobe à l’époque la totalité de la colonie française en Amérique du Nord. Avant 1674, on parle de vicariat apostolique: c’est sous Mgr de Laval que le vicariat est élevé au niveau de diocèse, et lui-même au rang d’évêque.
L’arrivée d’un chef sur la scène religieuse de la Nouvelle-France marque la fin du clergé exclusivement missionnaire au Canada. C’est la superposition d’un système d’organisation sociale sur une Église essentiellement missionnaire déjà existante. Ce nouveau système qu’on implante au Canada est basé sur l’organisation du clergé en France. Par exemple, en France, les activités législatives du clergé sont régies par des synodes diocésains présidés par l’évêque en personne. Ce système est calqué par les évêques de Nouvelle-France, notamment Mgr de St-Vallier, qui convoque quatre synodes et établit des conférences ecclésiastiques.
Le premier évêque de Québec est Saint François de Montmorency-Laval, qui se distingue des autres évêques par son implication au sein de la colonie. Mgr de Laval passe la majorité de son mandat d’évêque dans la colonie et y meurt également. Il fonde en 1663 le Séminaire de Québec, un établissement visant à former des prêtres canadiens (ce qui contribue énormément à la canadianisation du clergé masculin, jusque-là presque exclusivement français) et qui contribue en grande part à la mission autochtone. Pour une bonne partie de sa vie, il défend ardemment les autochtones de toute ethnie et leur porte une grande attention lors de ses visites du territoire. Certains historiens, dont Cornelius Jaenen, affirment que Mgr de Laval change d’avis lorsqu’il est convaincu par des missionnaires expérimentés que les autochtones Iroquois sont plus un problème que de potentiels chrétiens, et qu’il vient éventuellement à plaider pour leur éradication. Mgr de Laval conserve tout de même une opinion très favorable vis-à-vis des autres peuples autochtones plus près des Français, comme les Hurons. Très attaché à ses travaux dans la colonie, Mgr de Laval démissionne en 1685 mais demande à rester au sein de la colonie quand même, souhaitant terminer ses jours au milieu de son œuvre.
Les autres évêques de Québec réalisent peu de choses lorsque comparés à Mgr de Laval. Celui-ci a la tâche de bâtir la structure religieuse de la colonie dans son entièreté et y parvient de son vivant. Son successeur, Jean-Baptiste de La Croix de Chevrières de Saint-Vallier, est un autre évêque de Québec qui s’implique dans son diocèse, quoique à moindre envergure que Mgr de Laval. Il passe une bonne partie de son mandat d’évêque à défaire les travaux de Mgr de Laval, étant en désaccord avec ses méthodes. Il passe un certain temps en France, retenu dans la métropole pour diverses raisons, et est le premier évêque à progressivement délaisser son diocèse. Les autres évêques de Québec suivent et exacerbent ce problème et sont très rarement de passage dans la colonie.

### Séminaire de Québec
Le Séminaire de Québec, fondé par Mgr de Laval en 1663, est un établissement d’une importance considérable pour l’histoire sociale du clergé masculin au Canada. Il est le premier établissement permanent qui vise à former de nouveaux prêtres au Canada parmi les Canadiens. Le Séminaire joue trois rôles majeurs dans la colonie sous Mgr de Laval: le premier et le plus important demeure la mission autochtone. L’attrait missionnaire de la religion au Canada ne quitte les esprits de personne, et la France souhaite que la mission se continue. Le Séminaire en assure une bonne partie, envoyant des missions un peu partout en Amérique du Nord. Il est rattaché au Séminaire des Missions étrangères de Paris.
Le deuxième rôle très important pour l’histoire sociale du clergé masculin est la formation de nouveaux prêtres canadiens. Grâce au Séminaire, le premier prêtre canadien est ordonné à Québec en 1665. Cette canadianisation du clergé est beaucoup plus visible parmi le clergé féminin, qui comporte à la fin du régime français des effectifs de près de 90% de canadiennes. Chez les ordres masculins, les Jésuites et les Sulpiciens ne sont pas ouverts à accepter des Canadiens parmi leurs rangs. Les Récollets le sont un peu plus, mais leurs nombres sont tout de même restreints: environ 25% des Récollets actifs au Canada à la fin du régime français sont d’origine canadienne. Au total, au XVIIIe siècle, 224 religieux masculins de tous ordres et affiliations confondus sont canadiens contre 737 européens.
Le troisième rôle du Séminaire de Québec est plus particulier et plus éphémère. Le Séminaire joue un rôle d’administration paroissiale. Dès sa fondation, le Séminaire est la tête du clergé en Nouvelle-France: tous les curés de la colonie y sont rattachés. Mgr de Laval souhaite une forme de «gouvernement» centralisé pour son clergé et veut asseoir son pouvoir dans un seul lieu et pouvoir nommer ses vicaires et curés lui-même. Ce système, qui diffère beaucoup de l’organisation cléricale en France, irrite les autorités. Mgr de Saint-Vallier, le successeur de Mgr de Laval, change cette organisation pour un système plus près de l’organisation française.

## Ordres religieux au Canada
Différents ordres religieux masculins œuvrent au Canada de 1615 à 1760. Ils sont tous rattachés à une communauté européenne et viennent tous de France : certains membres de ces ordres sont parfois formés parmi des Canadiens, mais la majorité des effectifs viennent de France. La plupart des ordres religieux travaillent pour les missions autochtones: un seul ordre religieux masculin n’est pas impliqué dans les missions autochtones, celui des Frères Charon, un ordre mineur aux effectifs réduits et qui n’œuvre que pour une courte durée à Montréal.

### Jésuites
Les Jésuites (la Compagnie de Jésus) sont une congrégation catholique masculine qui répond directement de l’Église. Leurs vocations se trouvent majoritairement dans le travail social : ils sont donc actifs en évangélisation, en éducation et en justice sociale. Leurs activités au Canada ne sont pas très différentes.
Les Jésuites sont présents parmi le clergé masculin au Canada dès leur arrivée en 1625 jusqu’à la fin du régime en 1760 (hormis l’épisode des frères Kirke). Leurs effectifs sont relativement stables tout au long du régime, oscillant toujours entre 20 et 50 missionnaires toujours présents dès leur arrivée lorsque les frères Kirke rendent la colonie aux Français. La communauté des Jésuites se distingue des Récollets par son taux de canadianisation : parmi le total de 282 différents Jésuites à avoir mis les pieds dans la vallée du Saint-Laurent, seulement cinq sont d’origine canadienne.
Socialement, les Jésuites sont surtout actifs en mission. Ils prônent l’isolation de leurs sujets autochtones pour en faire des chrétiens modèles, protégés de tous vices possibles, d’origine européenne ou autochtone. Les Jésuites sont également actifs en éducation. C’est par l’enseignement auprès des colons et des autochtones qu’ils contribuent en grande part au développement social du Canada : on leur doit les enseignements apportés aux premiers colons. Ce sont des curés mobiles : constamment en déplacement, ils remplissent des fonctions apostoliques auprès des colons en l’absence de curés séculiers pour les nombreuses paroisses. Les Jésuites sont également de grands propriétaires fonciers au Canada et sont actifs en affaires d’administration et politiques.
Paul Ragueneau, un Jésuite bien connu, est un bon exemple de toutes les tâches d’un Jésuite au Canada : il est actif en mission, étant très actif au site de Sainte-Marie et ayant fui avec les Hurons à la suite de la destruction du fort. Il est pour un court laps de temps recommandé comme candidat au poste d’évêque de Québec, il s’immisce dans les affaires civiles et administratives du Canada. Lorsqu’il quitte en direction de la France en 1662 pour plaider pour l’envoi de troupes qui pourraient mater la menace iroquoise, il ne sait pas qu’il ne reviendra jamais au Canada. En France, il succède à Paul le Jeune (un autre Jésuite célèbre) à la promotion des intérêts des missions des Jésuites de la Nouvelle-France.

### Récollets
Les Récollets sont un ordre mendiant franciscain. Ils sont les premiers à s’établir définitivement en Nouvelle-France et à commencer les missions auprès des autochtones. Les Récollets remplissent la plupart des tâches missionnaires dans la colonie et représentent la classe missionnaire du clergé masculin, aux côtés des Jésuites et dans une moindre mesure les Sulpiciens. Bien qu’ils soient les premiers arrivés au Canada, les Récollets se voient interdits d’y retourner lorsque la colonie est rendue aux mains de la France. Le monopole religieux est confié aux Jésuites, et même si les Sulpiciens arrivent un peu plus tard, les Récollets eux-mêmes ne reviendront pas au Canada avant 1670. Les Récollets reviennent donc en 1670 et reprennent possession de leur domaine à Québec, en en recevant un nouveau à Montréal.
Les Récollets se distinguent des autres ordres masculins au Canada par leur canadianisation. Ils sont les seuls, parmi les quatre ordres masculins présents au Canada, à réellement accepter des Canadiens parmi leurs rangs et à les former. Bien intégrés auprès des colons, les Récollets sont populaires parmi la population et connaissent un recrutement respectable : 67 Canadiens rejoindront les rangs des Récollets.
Les Récollets contribuent au développement social du Canada de plusieurs manières. Hormis les tâches apostoliques qu’ils remplissent dûment en l’absence de prêtres séculiers, les Récollets s’investissent dans la colonie et augmentent leur popularité auprès des colons par leur implication. Les Récollets se distinguent dans leurs tâches apostoliques : ils les remplissent souvent auprès des militaires, à savoir que 3 Récollets sur 5 au Canada ont à un moment donné rempli des fonctions apostoliques auprès de ces militaires. Ils font entre autres l’aumône militaire. Sur les 344 Récollets ayant foulé le sol canadien, seuls ceux ordonnés peuvent servir comme aumôniers : sur les 267 Récollets ordonnés dans l’histoire de la Nouvelle-France, 164 ont servi comme aumôniers.

### Sulpiciens
Les Sulpiciens de Montréal sont une société de vie apostolique. Ils ne sont pas prêtres à proprement parler, mais vivent leur vie comme des religieux sans faire de vœux. Jean-Jacques Olier crée la Compagnie de Saint-Sulpice à Paris en 1645 en réaction aux changements sociaux apportés dans la vie religieuse du catholicisme par le concile de Trente. Il commence par contre son implication missionnaire quelques années auparavant et est important pour la création et le développement de Montréal. Il envoie, en 1657, quatre prêtres sulpiciens, les tout premiers de la ville.
Les Sulpiciens ont une importance capitale à Montréal, si bien qu’ils sont souvent appelés les «seigneurs de la ville». Ils remplissent diverses tâches : ils s’impliquent en mission, ils sont des explorateurs, des pasteurs, des aumôniers… Toutes les tâches que les autres ordres religieux ainsi que les séculiers se partagent à Québec et ailleurs dans la colonie, ce sont les Sulpiciens qui les remplissent à Montréal.
Les Sulpiciens, quoique «maîtres» d’une aussi grande ville que Montréal, ne connaissent jamais d’effectifs bien importants au cours du régime français. Leur nombre ne dépassent jamais 50, et parmi eux, aucun Canadien. Bien qu’ils soient extrêmement impliqués dans l’organisation sociale, économique et religieuse de la ville, ils ne forment et n’acceptent aucun Canadien parmi eux.
Les Sulpiciens fondent un séminaire à Montréal, qui remplit plusieurs tâches et est reconnu par l’Évêque de Québec. En 1694, Mgr de Saint-Vallier confirme l’union des trois cures existantes à Montréal et les place sous la tutelle du séminaire de Saint-Sulpice : Ville-Marie, La Chine et Pointe-aux-Trembles. Le séminaire remplit des tâches d’encadrement religieux à travers Montréal: les curés du Saint-Sulpice se déplacent un peu partout et interagissent avec la totalité des Montréalais. Le séminaire est également impliqué dans la planification et la construction de la ville, toujours croissante.

### Frères Charon
Les Frères Charon sont un petit ordre mineur établi à Montréal. Jean-François Charon de la Barre, un riche marchand canadien, frôle la mort en 1687. Il décide de se consacrer aux pauvres en réponse à sa survie. Dans les années 1690, on construit un hôpital général à Montréal. Il le bâtit sur un terrain que lui accordent les Sulpiciens en 1688 et décide de le garnir d’une communauté de frères hospitaliers pouvant prendre soin des pauvres et des vieillards de Montréal. Mgr de Saint-Vallier et Louis XIV appuient tous deux la création de son ordre de frères hospitaliers, mais le roi lui refuse le droit de faire porter l’habit. Les Frères Charon ne sont donc pas des prêtres et ne peuvent remplir des fonctions apostoliques avant 1722. Durant les cinquante ans d’existence de cet ordre mineur, la situation financière de l’hôpital général de Montréal s’aggrave et les Frères Charon disparaissent progressivement. Les Sœurs grises de Marguerite d'Youville prennent la relève de l’hôpital en 1745, et l’ordre disparaît. Un total de 26 Frères Charon ont vécu à Montréal sous le régime français, dont 6 d’origine canadienne.